# لور پن
لور پن (به انگلیسی: Lower Penn) یک روستا و محله مدنی در بریتانیا است که در South Staffordshire واقع شده‌است. لور پن ۹۹۸ نفر جمعیت دارد.